# Henricus Caesarius
Henricus Caesarius (Zaltbommel, ca. 1550 - Utrecht, 1628), geboren als Hendrick de Keyser, was een Nederlandse predikant en theoloog.

## Leven en loopbaan
Henricus Caesarius werd geboren in Zaltbommel, waar hij aanvankelijk rooms-katholiek werd opgevoed. Onder invloed van Petrus Langenius Agrippa ging hij over tot de hervormde leer. Hij was in 1568 getuige van de executie van enkele martelaren. Tijdens het Beleg van Zaltbommel in 1574 zag hij zijn broer sneuvelen.
In 1572 werd hij rector van de Latijnse school te Zaltbommel. Vanaf 1577 was hij predikant in Dordrecht (1577), maar werd later dat jaar beroepen tot Schoonhoven, waar hij werkte van 1577 tot 1590. In 1584 zette hij zich vanuit Schoonhoven samen met Tilmannus Cupus middels een brief in voor de vrijlating van Petrus Datheen.
In 1590 werd hij "op expres bevel van de prins en de Staten" aangesteld in Utrecht, vermoedelijk vanwege zijn vreedzaam en bemiddelend karakter. In Utrecht heerste onenigheid tussen de magistraat, de strenge calvinisten en de volgelingen van Hubert Duifhuis, wat de reden was geweest dat Caesarius vanuit Schoonhoven al minimaal een keer was uitgeleend aan de Utrechtse gemeente. In Utrecht was hij een geliefde spreker, die met name verbinding zocht. Collega-predikanten van Caesarius te Utrecht waren onder andere Jacobus Taurinus, Everard Booth, Johannes Speenhoven, Karel Rijckewaert..
Uiteindelijk werd hij in 1619 toch afgezet vanwege het vermoeden van remonstrantisme. Caesarius had enkele weken eerder al zijn ontslag ingediend. Ook ondertekende hij de Acte van Stilstand. Tot zijn overlijden in 1628 bleef hij in Utrecht wonen, en werd hij door de kerk onderhouden.
Henricus Caesarius was meer dan 31 jaar getrouwd met Haesken de Vael, ze hadden samen 10 kinderen. Zij overleed in 1604. In 1609 hertrouwde Caesarius met Maria Egberts van Enschede, de moeder van zijn schoonzoon Rudolf van Zyll..

## Publicaties

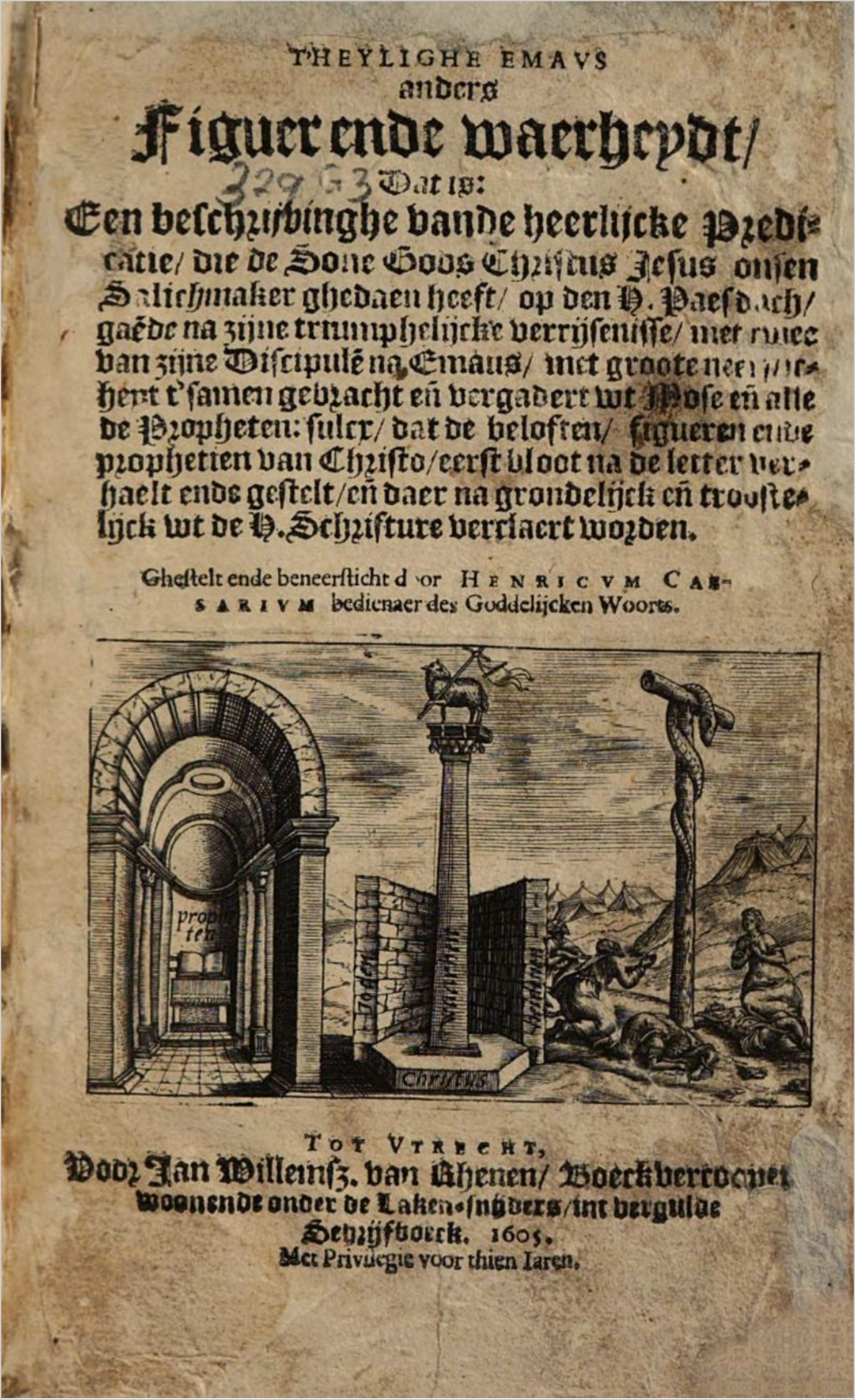
Titelpagina van t'Heylighe Emavs anders figuer ende waerheydt (1605)

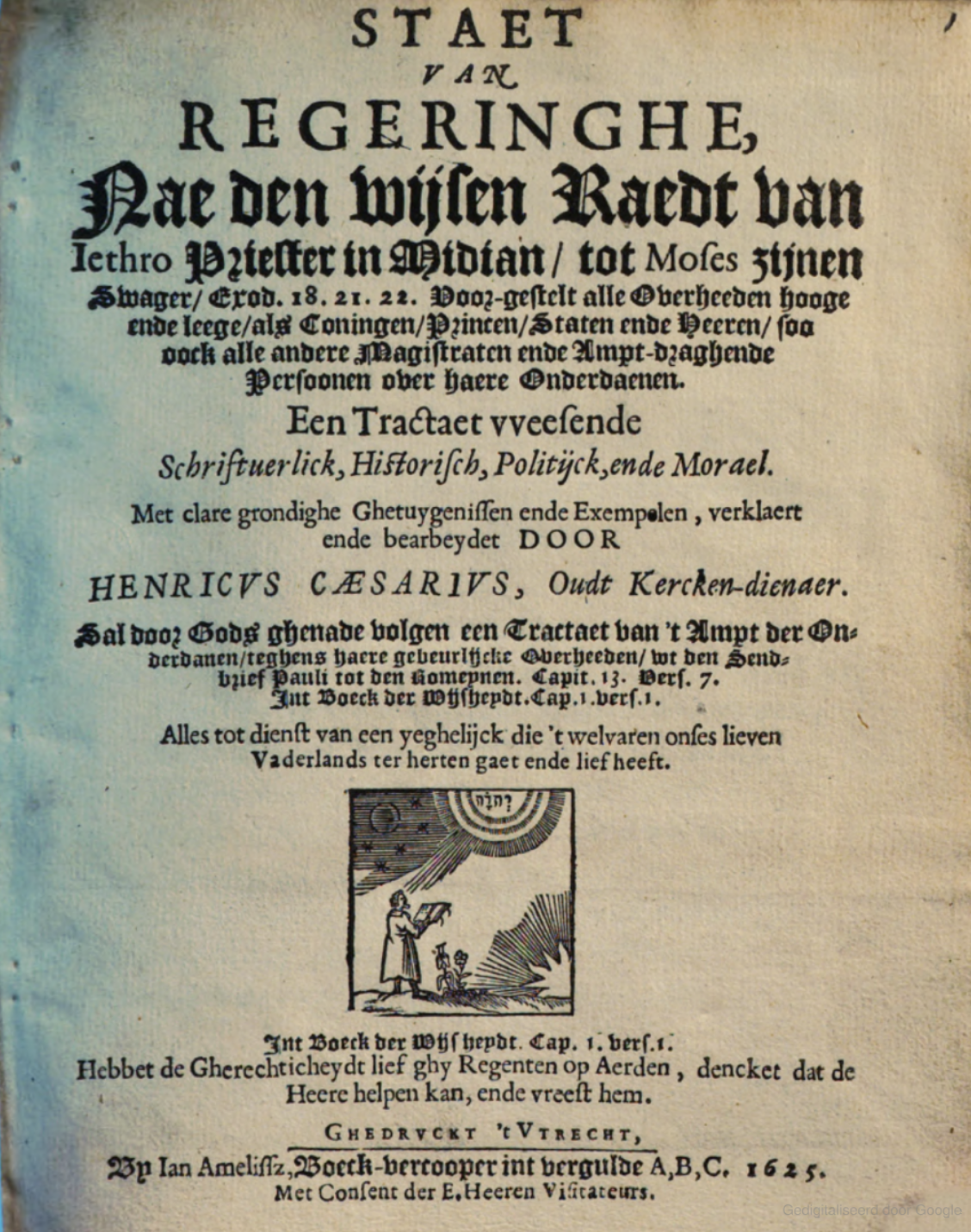
Titelpagina van Staet van regeringhe (1625)

In zijn publicaties omschreef Caesarius zich als tot zijn ontslag in 1619 als "bedienaer des Goddelijcken Woord", daarna als "Oud Kercken-dienaer".
- Sterftroost (1602), Genoemd in diverse publicaties[10][11], maar er lijkt geen exemplaar bewaard gebleven
- Theylige Emaus anders figuer in waerheyt, d.i. een beschrijvinge van de heerlycke predicatie, die de Sone Gods J.Chr. gedaen heeft op den heyligen Paeschdag, gaende met twee zijner discipelen naar Emaus (1604)[8]
- Dancksermoon over het teghenwoordighe ghemaeckte bestant van twaelf jaren (1609)[12], uitgesproken door Caesarius in de Domkerk naar aanleiding van het Twaalfjarig Bestand. Hierin blikt hij terug op enkele gebeurtenissen uit zijn jeugd.[3]
- Sielen Hemel ende Helle, Dat is, een Tractaet, van aller menschen Sielen staet ende ghelegentheyt, hier, ende hiernamaels (1622).[11][13]
- Staet van Regeringhe (1625)[9], met portret[14]
- Schuldige plicht der onderdanen teghen hare soo hooge als laghe overheden (1627).

## Familie
- Henricus Caesarius' zoon Gerardus volgde in de voetsporen van zijn vader en werd predikant. Hij overleed op jonge leeftijd in 1602.
- Henricus' zoon Abraham vestigde zich in Friesland, en was onder andere convooimeester van de Admiraliteit van Friesland en lid van het stadsbestuur van Harlingen.[15]
- Hendrik Caesarius, zoon van bovengenoemde Abraham, was burgemeester en lid van het stadsbestuur van Harlingen.[15]
- Henricus' dochter Hillegonda was getrouwd met predikant Rudolph van Zyll. Deze Van Zyll wordt rond 1600 door Maurits van Oranje benoemd tot collator van de Vicarie van Acquoy, en benoemt later hun zoon tot opvolger. Hun nakomelingen blijven nog lange tijd als collatoren en vicarissen actief in Acquoy, met regelmatige benoemingen en bevestigingen door de Oranjes.[16]

- Biografisch Portaal: 50292542
- International Standard Name Identifier: 0000 0003 9515 1890
- Library of Congress Control Number: no2019141112
- Nederlandse Thesaurus van Auteursnamen: 069944970
- Virtual International Authority File: 289785466
- WorldCat: E39PCjthDFyrgpf4kqqbbfQdHC